# 佐藤由菜のOn Yuna Marks!
『佐藤由菜のOn Yuna Marks!』はKBS京都で2023年4月3日から2023年9月25日まで放送されたラジオ番組。 

## 概要
KBS京都アナウンサーの佐藤由菜が、今思っていることを話す番組。番組ハッシュタグは「#オンユナ」。 佐藤にとって初の冠番組であったが、佐藤が2023年9月30日でKBS京都を退社することに伴い、同年9月25日で終了した。

## 出演者
- 佐藤由菜（KBS京都アナウンサー）